# Jimmy Buffett
James William Buffett (Pascagoula, 1946. december 25. – Sag Harbor, 2023. szeptember 1.) amerikai énekes-dalszerző, zenész, szerző, színész, üzletember. Együttese a Coral Reefer Band, amellyel több slágert is rögzített, például a "Margaritaville"-t és a "Come Monday"-t. Rajongóit "papagájfejeknek" ("parrotheads") nevezik.
A Margaritaville Cafe és a Cheeseburger in Paradise éttermek alapítója. Buffett egyike a világ leggazdagabb zenészeinek: 2017-ben 900 millió dolláros vagyonnal rendelkezett.
Zenéjét a "Gulf and Western", country, country rock, folk rock, trop rock, calypso, easy listening és pop műfajokba sorolják. Karrierje 1964-ben kezdődött.

## Élete
1946 karácsonyán született a Mississippi állambeli Pascagoulában. Gyerekkorát az alabamai Mobile-ban töltötte, de Fairhope-ban is élt. Mary Lorraine és James Delaney Buffett Jr. gyermeke. A St. Ignatius Schoolban tanult, és az iskolai együttesben harsonázott. Gyerekkorában nagypapájának köszönhetően sokat vitorlázott. 1964-ben érettségizett a McGill Institute for Boys tanulójaként. Az Auburn Egyetemen töltött első éve alatt kezdett gitározni. Tanulmányait a Pearl River Community College-en és a Dél-Mississippi Egyetemen folytatta, itt a Kappa Sigma testvériség tagja volt. Ezután a Billboard magazin írója volt; ő számolt be a Flatt and Scruggs feloszlásáról.
1969-ben házasodott össze Margie Washichekkel: két évvel később elváltak. Második feleségétől, Jane-től két gyermeke született: Savannah Jane és Sarah Delaney. Egy örökbefogadott fiuk is van, Cameron Marley. Sag Harborban és West Palm Beach-en élnek. A nyolcvanas évek közepén külön váltak, de 1991-ben kibékültek. Buffettnek háza van a Saint-Barthélemy nevű karibi szigeten. Egy Dassault Falcon 900 repülőgép tulajdonosa, de a múltban tulajdonában volt egy Boeing Stearman, egy Cessna Citation, egy Lake Amphibian, és egy Grumman Albatross is.
Apja 2003. május 1-jén elhunyt, 83 éves korában. Anyja négy hónappal később, szeptember 25-én hunyt el.
Pascagoulában hidat neveztek el a tiszteletére.

## Diszkográfia
- Down to Earth (1970)
- A White Sport Coat and a Pink Crustacean (1973)
- Living and Dying in 3/4 Time (1974)
- A1A (1974)
- Havana Daydreamin' (1976)
- High Cumberland Jubilee (1976)
- Changes in Latitudes, Changes in Attitudes (1977)
- Son of a Son of a Sailor (1978)
- Volcano (1979)
- Coconut Telegraph (1981)
- Somewhere over China (1982)
- One Particular Harbour (1983)
- Riddles in the Sand (1984)
- Last Mango in Paris (1985)
- Floridays (1986)
- Hot Water (1988)
- Off to See the Lizard (1989)
- Fruitcakes (1994)
- Barometer Soup (1995)
- Banana Wind (1996)
- Christmas Island (1996)
- Don't Stop the Carnival (1998)
- Beach House on the Moon (1999)
- Far Side of the World (2002)
- License to Chill (2004)
- Take the Weather with You (2006)
- Buffet Hotel (2009)
- Songs from St. Somewhere (2013)
- 'Tis the SeaSon (2016)
- Life on the Flip Side (2020)
- Songs You Don't Know by Heart (2020)